# Wallota

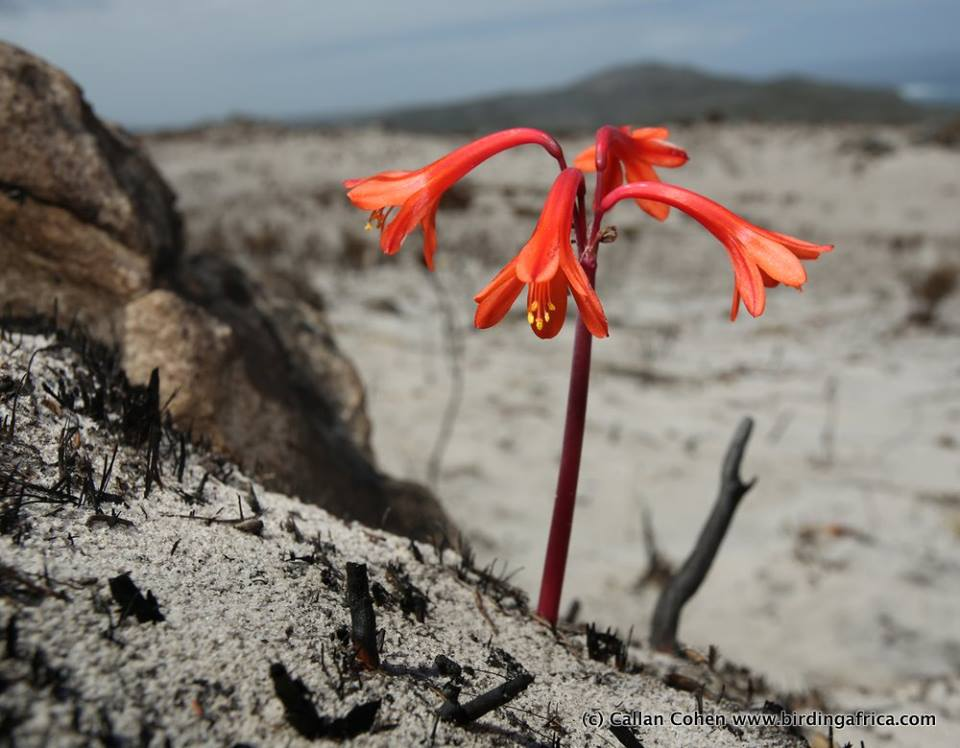
Cyrtanthus ventricosus

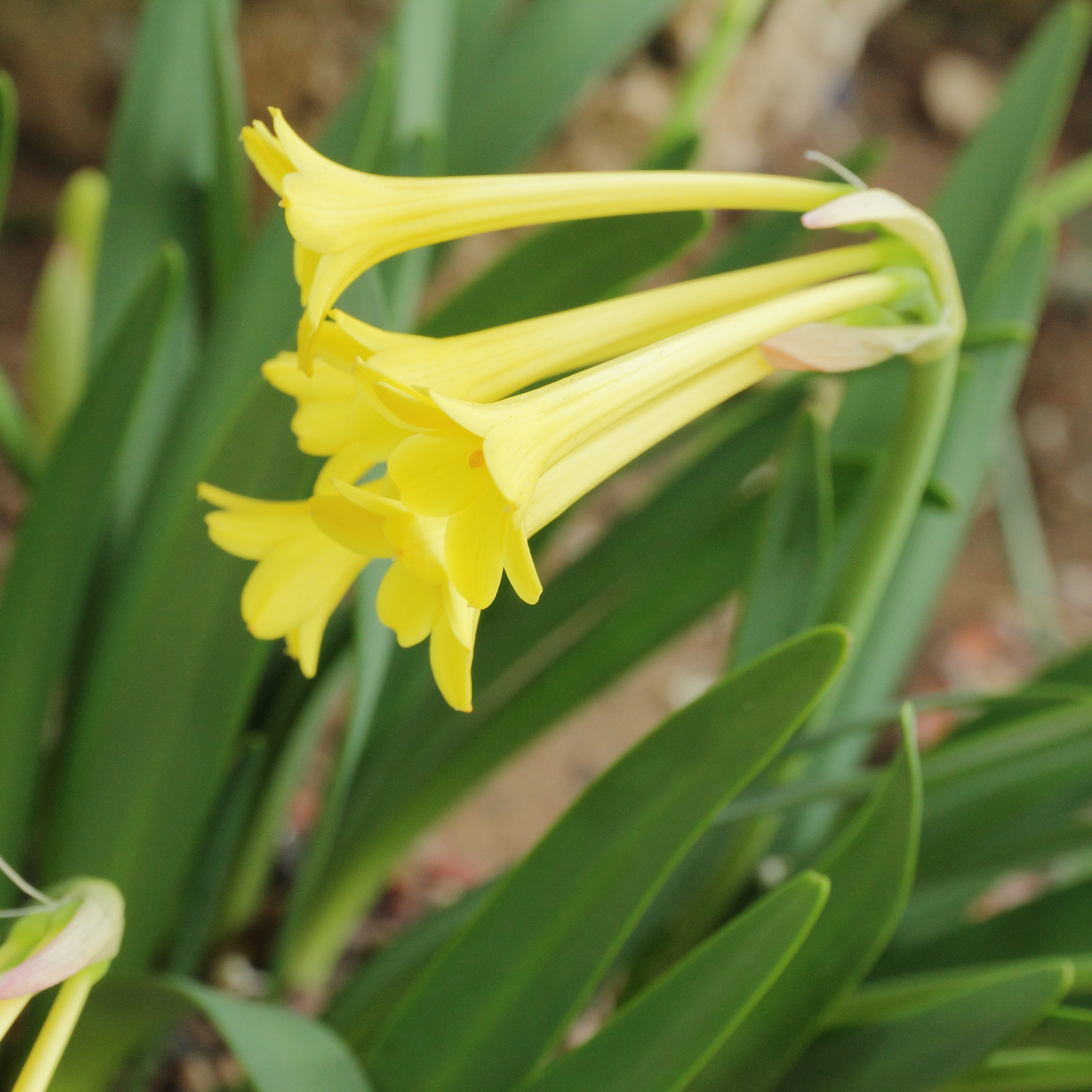
Cyrtanthus flanaganii

Wallota (Cyrtanthus W. Aiton) – rodzaj roślin z rodziny amarylkowatych. Obejmuje 55–59 gatunków. Rośliny te występują w południowej i środkowo-wschodniej Afryce, na północy sięgając po Sudan. Rosną na klifach, skałach, kamienistych lub trawiastych stokach, także w zaroślach. Zakwitają zwykle tuż po pożarach – jest ono prowokowane przez dym (po angielsku zwane są fire-lilies – ognistymi liliami). Kilka gatunków uprawianych jest jako rośliny ozdobne, zwłaszcza C. ventricosus, C. elatus, C. mackenii. W klimacie chłodniejszym bywają uprawiane jako rośliny doniczkowe, nadają się także na długotrwałe kwiaty cięte.

## Morfologia

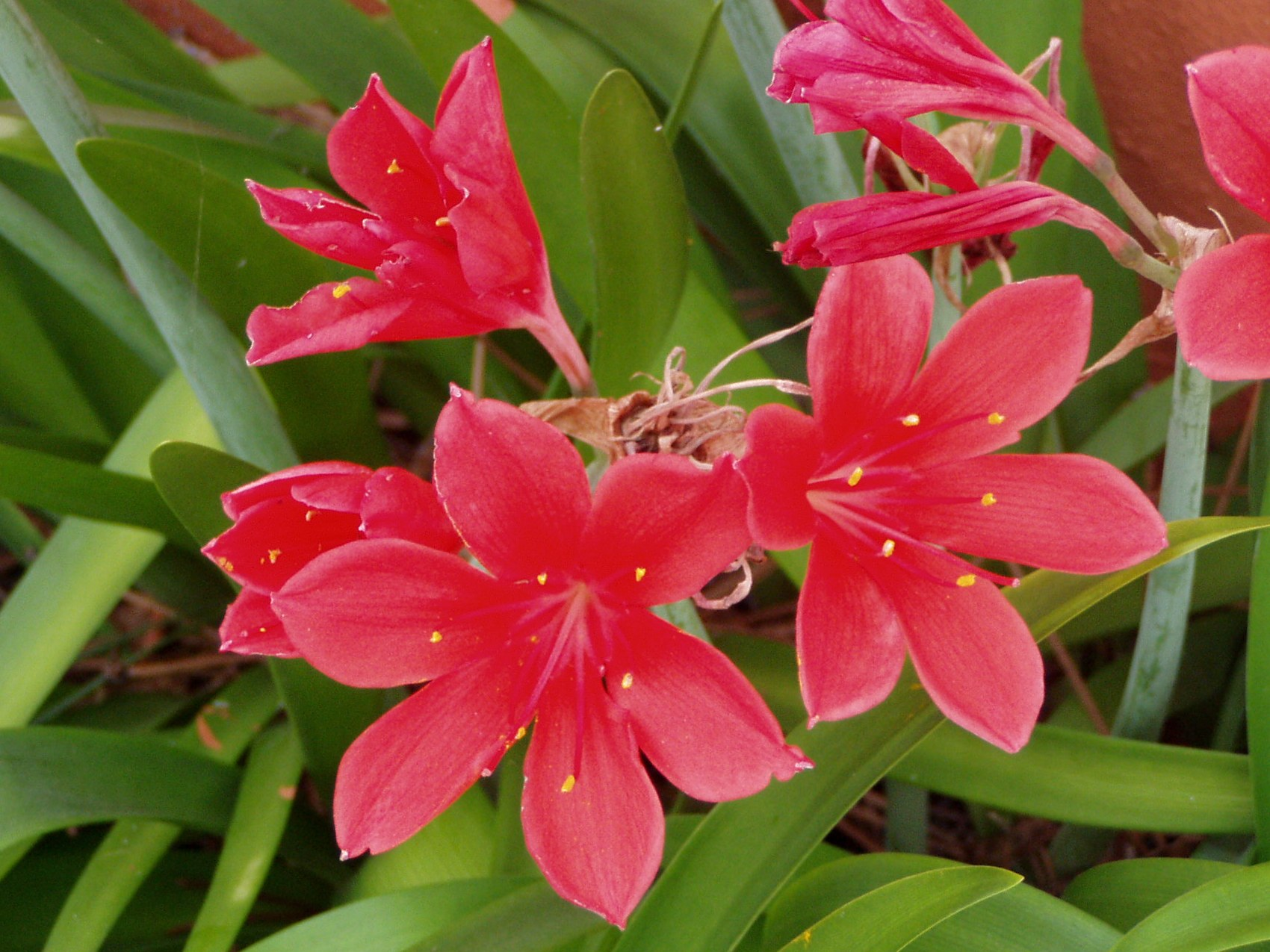
Cyrtanthus elatus

PokrójByliny, których dęte (puste w środku) pędy kwiatonośne osiągają do 60 cm wysokości i wyrastają z cebuli.
LiściePłaskie, czasem mięsiste, równowąskie, zawsze tylko odziomkowe, o długości do 60 cm.
KwiatyEfektowne – pachnące i jaskrawo zabarwione, zwisają zebrane w baldachach, czasem są pojedyncze. Okwiat w kolorze czerwonym, różowym, pomarańczowym, żółtym, zielonym lub białym składa się z 6 listków o podobnej długości w dole zrośniętych, czasem na dłuższym odcinku tworząc rurkę, często wygiętą. Pręcików jest 6, krótszych lub dłuższych od okwiatu. Zalążnia dolna powstaje z trzech owocolistków. W każdej z komór rozwijają się liczne zalążki. Pojedyncza szyjka słupka jest prosta lub wygięta, rzadko z trzema rozgałęzieniami na końcu.
OwoceTorebki z licznymi, czarnymi, płaskimi i oskrzydlonymi nasionami.

## Systematyka
Pozycja systematyczna

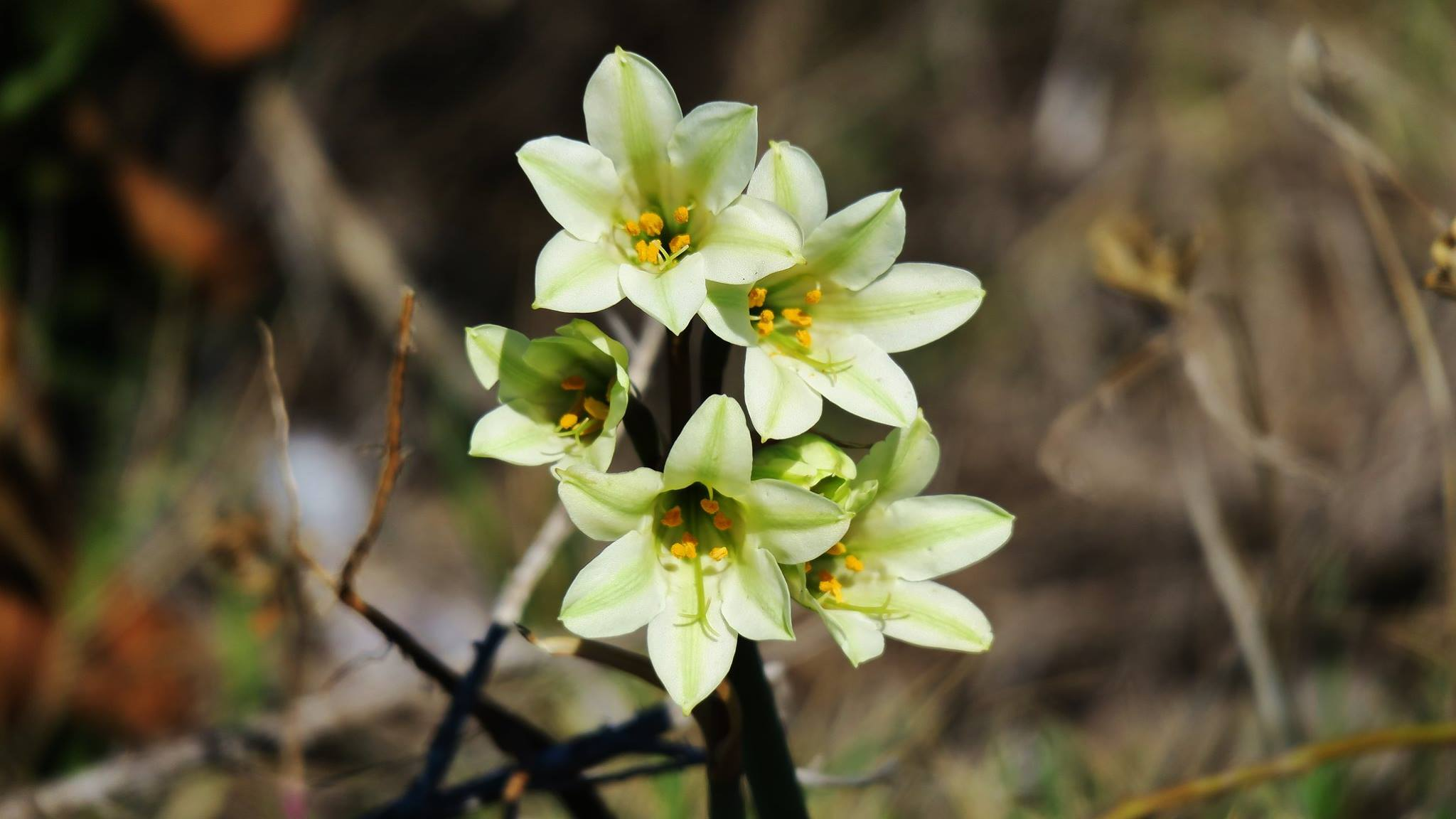
Cyrtanthus loddigesianus

Rodzaj z plemienia Cyrtantheae, podrodziny amarylkowych Amaryllidoideae z rodziny amarylkowatych Amaryllidaceae. W przeszłości w różnych systemach klasyfikowany był w szeroko ujmowanej rodzinie liliowatych. Rodzaj obejmuje gatunki dawniej wyodrębniane w osobne rodzaje Anoiganthus i Vallota. Gatunki z tego rodzaju łatwo tworzą mieszańce i w ofercie handlowej zamiast nazw gatunkowych w użyciu często określa się przedstawicieli tylko według koloru kwiatów.
Wykaz gatunków
- Cyrtanthus angustifolius (L.f.) Aiton
- Cyrtanthus attenuatus R.A.Dyer
- Cyrtanthus aureolinus Snijman
- Cyrtanthus bicolor R.A.Dyer
- Cyrtanthus brachyscyphus Baker
- Cyrtanthus brachysiphon Hilliard & B.L.Burtt
- Cyrtanthus breviflorus Harv.
- Cyrtanthus carneus Lindl.
- Cyrtanthus clavatus (L'Hér.) R.A.Dyer
- Cyrtanthus collinus Ker Gawl.
- Cyrtanthus contractus N.E.Br.
- Cyrtanthus debilis Snijman
- Cyrtanthus elatus (Jacq.) Traub – wallota purpurowa[5]
- Cyrtanthus epiphyticus J.M.Wood
- Cyrtanthus erubescens Killick
- Cyrtanthus eucallus R.A.Dyer
- Cyrtanthus falcatus R.A.Dyer
- Cyrtanthus fergusoniae L.Bolus
- Cyrtanthus flammosus Snijman & Van Jaarsv.
- Cyrtanthus flanaganii Baker
- Cyrtanthus flavus Barnes
- Cyrtanthus galpinii Baker
- Cyrtanthus guthrieae L.Bolus
- Cyrtanthus helictus Lehm.
- Cyrtanthus herrei (F.M.Leight.) R.A.Dyer
- Cyrtanthus huttonii Baker
- Cyrtanthus inaequalis O'Brien
- Cyrtanthus junodii Beauverd
- Cyrtanthus labiatus R.A.Dyer
- Cyrtanthus leptosiphon Snijman
- Cyrtanthus leucanthus Schltr.
- Cyrtanthus loddigesianus (Herb.) R.A.Dyer
- Cyrtanthus macmasteri Snijman
- Cyrtanthus macowanii Baker
- Cyrtanthus mckenii Hook.f.
- Cyrtanthus montanus R.A.Dyer
- Cyrtanthus novus-annus Snijman
- Cyrtanthus nutans R.A.Dyer
- Cyrtanthus obliquus (L.f.) Aiton
- Cyrtanthus obrienii Baker
- Cyrtanthus ochroleucus (Herb.) Burch. ex Steud.
- Cyrtanthus odorus Ker Gawl.
- Cyrtanthus pondoensis van Jaarsv.
- Cyrtanthus rhodesianus Rendle
- Cyrtanthus rhododactylus Stapf
- Cyrtanthus rotundilobus N.E.Br.
- Cyrtanthus sanguineus (Lindl.) Walp.
- Cyrtanthus smithiae Watt ex Harv.
- Cyrtanthus spiralis Burch. ex Ker Gawl.
- Cyrtanthus staadensis Schönland
- Cyrtanthus stenanthus Baker
- Cyrtanthus striatus Herb.
- Cyrtanthus suaveolens Schönland
- Cyrtanthus taitii G.D.Duncan
- Cyrtanthus thorncroftii C.H.Wright
- Cyrtanthus tuckii Baker
- Cyrtanthus ventricosus Willd.
- Cyrtanthus wellandii Snijman
- Cyrtanthus welwitschii Hiern ex Baker